# Aviva Stadium
Aviva Stadium (irl. Staidiam Aviva) – stadion sportowy położony w Dublinie, który ma pojemność 51 700 widzów (wszystkie miejsca siedzące). Poprzednia nazwa stadionu zlokalizowanego w tym miejscu to Lansdowne Road (wciąż w użyciu), podczas gdy według terminologii UEFA (która nie używa nazw sponsorów), to Dublin Arena. Oficjalnie otwarty 14 maja 2010. Stadion jest pierwszym i jedynym w Irlandii stadionem kategorii 4 UEFA, a w 2011 był gospodarzem finału Ligi Europy.

## Zarys i historia
Stadion jest zbudowany na miejscu starego obiektu, który został rozebrany w 2007 roku i jest własnością dwóch irlandzkich związków sportowych – Irish Rugby Football Union oraz Football Association of Ireland. Decyzja o przebudowie starego stadionu zapadła, gdy nie zrealizowano planów budowy dwóch nowych stadionów Stadium Ireland oraz Eircom Park. Grupa Aviva podpisała dziesięcioletni kontrakt, na mocy którego stadion nosi nazwę tej właśnie firmy.
Stadion znajduje się w sąsiedztwie stacji kolejowej Lansdowne Road i został oddany do użytku w dniu 14 maja 2010 roku. Stadion jest pierwszym i jedynym w Irlandii, który spełnia kryteria Elite według UEFA i dlatego mógł organizować w 2011 r. finał Ligi Europy. Był on również gospodarzem Pucharu Sześciu Narodów w rugby union, ponadto organizowane są na nim regularnie międzynarodowe spotkania reprezentacji Irlandii w rugby oraz w piłce nożnej.
Stadion został oficjalnie otwarty w dniu 14 maja 2010 roku przez premiera Briana Cowena.

## Wyposażenie
Stadion posiada cztery poziomy. Pierwszy i drugi z nich są ogólnego dostępu, kolejny poziom dostępny jest tylko dla posiadaczy wyróżnionych biletów a następny tylko dla klientów korporacyjnych. Północna trybuna posiada jednakże tylko jeden poziom. Jest to spowodowane niewielką odległością od zabudowy mieszkaniowej. Pod stadionem zlokalizowany jest parking podziemny.